# 北环路街道 (平顶山市)
北环路街道，是中华人民共和国河南省平顶山市卫东区下辖的一个乡镇级行政单位。

## 行政区划
北环路街道下辖以下地区：
铁北社区、寺沟社区、下牛村、竹园村和上张村。